# ۴۶۱ (پیش از میلاد)
۴۶۱ (پیش از میلاد) ۴۶۱مین سال قبل از تقویم میلادی است.